# Herbert Wilf
Herbert Wilf   (Filadèlfia, 13 de juny de 1931 - Wynnewood, 7 de gener de 2012) va ser un matemàtic estatunidenc.

## Vida i Obra
Wilf va néixer a Filadèlfia on la seva família tenia un pròsper negoci. El seu pare, poc després d'acabada la Segona Guerra Mundial, es va comprometre amb l'Irgun, una organització paramilitar sionista que pretenia la creació d'un estat israelià a les dues bandes del riu Jordà. El cas és que va vendre la seva part al negoci i les demés propietats per anar a Nova York i, després, a Israel, deixant al jove Wilf abandonat, a la cura d'uns familiars. Tot i que el seu pare l'apressava per anar a Israel, Wilf va acabar el seus estudis secundaris a Filadelfia i va obtenir l'ingrés al Massachusetts Institute of Technology, en el qual es va graduar en matemàtiques el 1952. A continuació va anar a la Universitat de Colúmbia per obtenir el doctorat el 1958 amb una tesi dirigida per Herbert Robbins. Mentre feia els seus estudis va estar treballant per Fairchild Aircraft i per Nuclear Development Associates per poder-se'ls pagar.
Després d'uns anys com professor ajudant a la universitat de Michigan, el 1961 es va incorporar a la universitat de Pennsilvània, en la qual ba romandre fins que es va retirar el 2008. Va morir a prop de Filadelfia el 2012, víctima d'una malaltia neurodegenerativa.
La carrera acadèmica de Wilf es pot dividir en tres fases: primer es va interessar per l'anàlisi numèrica, a continuació ho va fer per l'anàlisi complexa i, finalment, per la combinatòria, potser l'etapa més innovadora. A ell se li deuen aportacions originals com la conjectura que porta el seu nom, el teorema de Szekeres-Wilf o la seqüència de Calkin-Wilf.
Va ser també un entusiasta pilot aeronàutic amateur, que anava sovint als congressos volant en la seva pròpia avioneta: una Cessna.